# Android Runtime

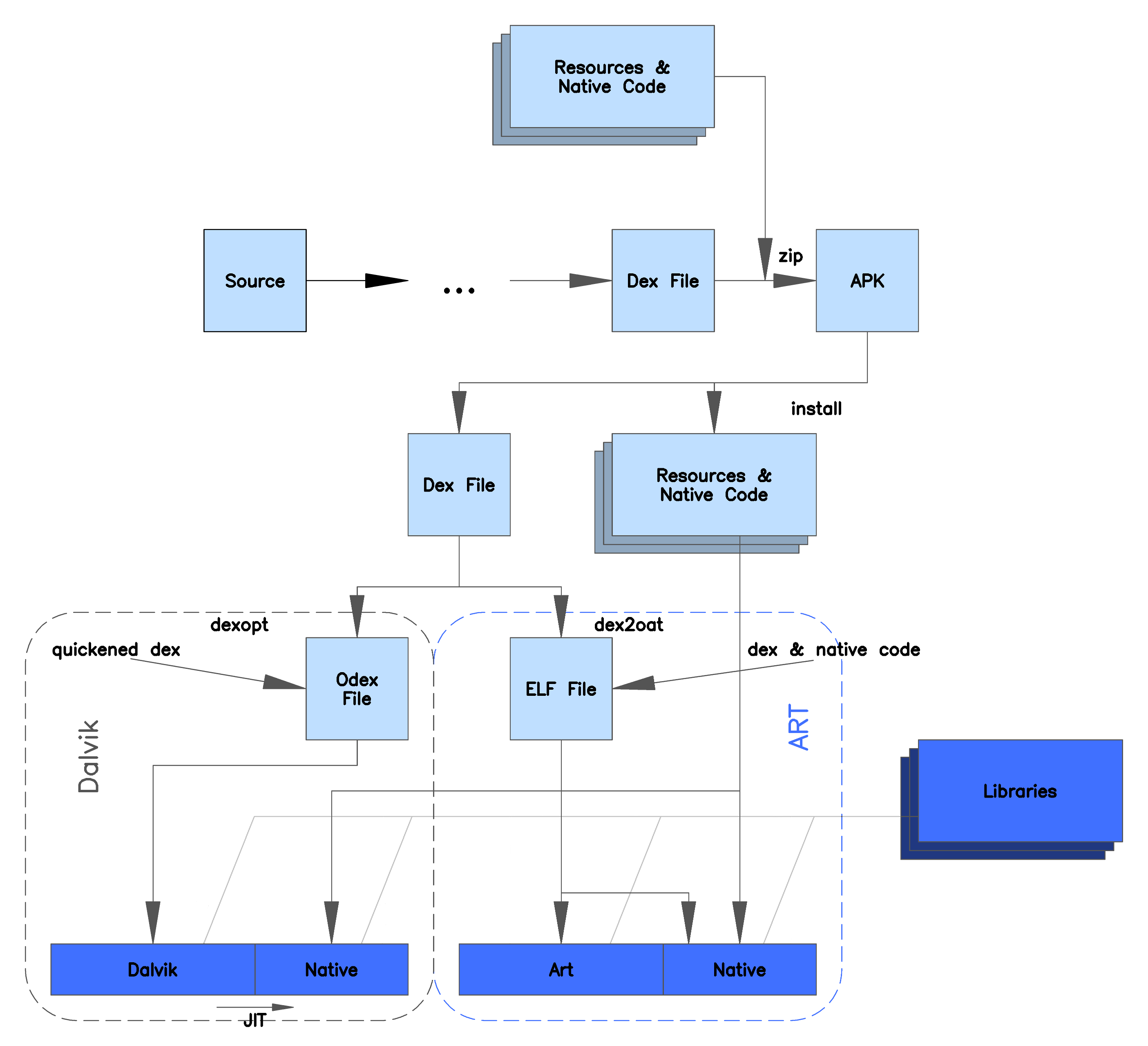
DalvikとARTアーキテクチャの比較

Android Runtime（ART、アンドロイド ランタイム）は、Androidオペレーティングシステムで動作するランタイム環境を指す。Android 5.0以降で、従来のDalvikからARTに置き換えられ、正式サポートされている。
従来のDalvikは、アプリを起動する度に中間コードをネイティブコードにコンパイルする処理が加わるため動作速度に悪影響を及ぼすが、ARTの場合は予めネイティブコードにコンパイルしておくため、動作速度の向上と省電力化に繋がっている。
ARTではガベージコレクションのアルゴリズムも改善されている。